# 临潼路
临潼路是中華人民共和國上海市虹口區一條西北-東南走向道路，西北起自長陽路，東南至楊樹浦路，全长640米，道路始建於20世纪初，最初路名為麦克利克路（Macgregor Road），路名來自於上海公共租界工部局公园科长之名。中華民国32年（1943年）更名為临潼路，路名來自於今陝西省西安市臨潼區。